# 青木まり子
青木まり子（あおき まりこ、1953年3月 - ）は、日本のフォークシンガー。書店での生理現象を指す現象の由来となった女性とは同名の別人である。また2020年にTwitterにていわゆる「日の丸マスク」批判を行った青木まり子氏とも別人。

## 概要
3月生まれの魚座。東京都出身。1971年5月25日、フォークグループ「ジャネッツ」でキャニオンレコードよりデビュー。デビュー曲は『♪恋の汽車ポッポ♪』。ジャネッツ解散後、CMソングやコーラスとして個人で活動を続け、1996年～1999年、2006年～2007年の間には「シモンズ」再結成メンバーとしても活躍。2000年からは再結成された「五つの赤い風船」のメインボーカルとして活動している。

## アルバム
- 2002年5月発売『丘～やさしさの瞬間～』
- 2004年2月発売『ありがとう』
- 2004年9月発売『For the good times』
- 2006年9月発売『あいたい』
- 2007年11月発売『ふりむいたら風』〜青木まり子きたやまおさむを歌う〜
- 2008年7月発売『秋風便り』
- 2009年5月発売『sweetheart』
- 2009年7月発売『ベスト・パートナー』
- 2010年3月発売『希望への航路』青木まり子～きたやま おさむを歌う～
- 2012年7月発売『幸せへの愛言葉』
- 2017年5月発売『オールディーズ』
- 2018年5月発売『花と夢』